# Bastion Wiebego
Bastion Wiebego (również: Bastion Góra, niem. Bastion Wiebe, Bastion Berg) – element nowożytnych fortyfikacji Starego Przedmieścia w Gdańsku pod postacią bastionu. Jego budowa w XVII wieku to wczesny przykład wykorzystania kolei linowej. Do dzisiejszych czasów zachowały się relikty budowli.

## Historia
Bastion Wiebego położony był w ciągu zachodnich wałów Starego Przedmieścia, pomiędzy Bastionem Kot (od północy), a Bastionem św. Gertrudy (od południa). Obecnie w jego miejscu znajduje się Wiadukt Biskupia Górka oraz parking przed pomorskim urzędem marszałkowskim i wojewódzkim. 
Pod koniec XV wieku w tym miejscu wzniesiono uzbrojoną w działa Basztę Nową, która miała osłaniać Stare Przedmieście od południa. Był to w tamtym czasie newralgiczny, południowo-zachodni kraniec miejskich fortyfikacji, dlatego baszta została w latach 30. XVI wieku wzmocniona poprzez usypanie dookoła niej ziemnego Rondela Przedmiejskiego o kształcie ściętego stożka. Rondel był poprzedzony fosą w poziomie której istniała palisada chroniona przez dwa kojce. W przedpiersiu rondela znajdowały się otwory strzeleckie. Na przełomie XVI i XVII wieku modernizację fortyfikacji na tym odcinku prowadził niderlandzki architekt Antoni van Obberghen, który przekształcił Rondel Przedmiejski w bastion typu nowowłoskiego,  zwany wówczas Bastionem Góra (Berg), podobny do powstałego wcześniej Bastionu Karowego. Następnie wzniósł też sąsiadujące bastiony – św. Gertrudy i Bastion Kot.
Docelowy kształt bastion osiągnął w połowie lat 40. XVII wieku, kiedy został podwyższony. Pracami kierował inżynier niderlandzkiego pochodzenia Adam Wiebe, który do usypywania bastionu wykorzystał w 1644 roku innowacyjny wówczas mechanizm kolei linowej – ziemia czerpana była na przeciwległej względem bastionu Biskupiej Górce i dostarczana na szczyt bastionu w specjalnych koszach, transportowanych po linach umieszczonych na podporach, ponad przeszkodami w postaci Kanału Raduni i miejskiej fosy. Mechanizm ten był napędzany przez kierat z czterema końmi. Innowacyjność tego urządzenia została dostrzeżona w państwach zachodniej Europy. 
Od 1645 roku do bastionu przylegała Mała Zbrojownia. Na skutek podwyższenia bastionu, pod ziemią znalazły się pozostałości Baszty Nowej, które służyły jako magazyn prochowy. Bastion posiadał dwukondygnacyjny nadszaniec oraz poterny i kazamaty, połączone mostem nad fosą i Kanałem Raduni z podziemnym wejściem do redity koszarowej na Biskupiej Górce. W drugiej połowie XIX wieku obiekt uległ przekształceniom w postaci budowy laboratorium amunicyjnego, usytuowanego przy wejściu do poterny. 
Bastion został zniwelowany w latach 1895-1897. Pod ziemią pozostawiono krótki odcinek poterny oraz obiekty dobudowane w XIX wieku, a także fundamenty Baszty Nowej. Ulica powstała na jego miejscu (dzisiejsza ul. Okopowa) nosiła pierwotnie nazwę Wiebenwall (Wał Wiebego). W 2018 roku podczas budowy nowego Wiaduktu Biskupia Górka oraz parkingu piętrowego przed urzędem marszałkowskim i wojewódzkim odkryto zachowane w ziemi relikty Bastionu Wiebego oraz Baszty Nowej. Zostały one wyeksponowane na poziomie pod parkingiem.

## Galeria

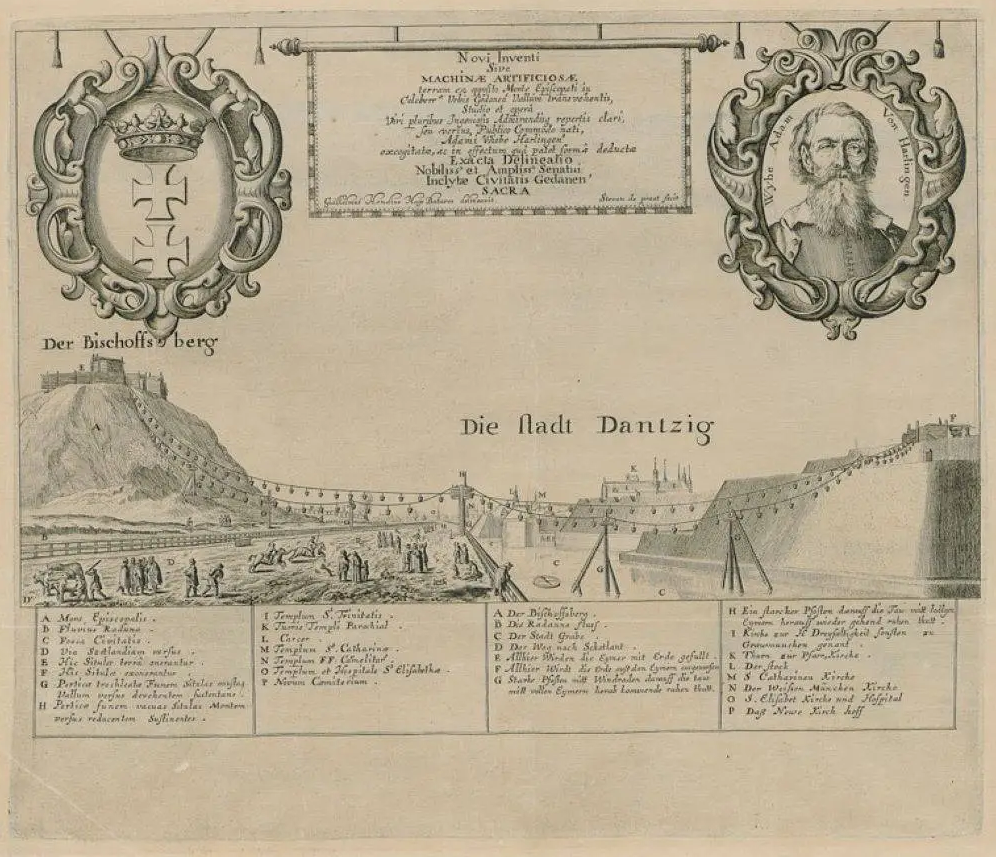
Kolej linowa w trakcie usypywania bastionu
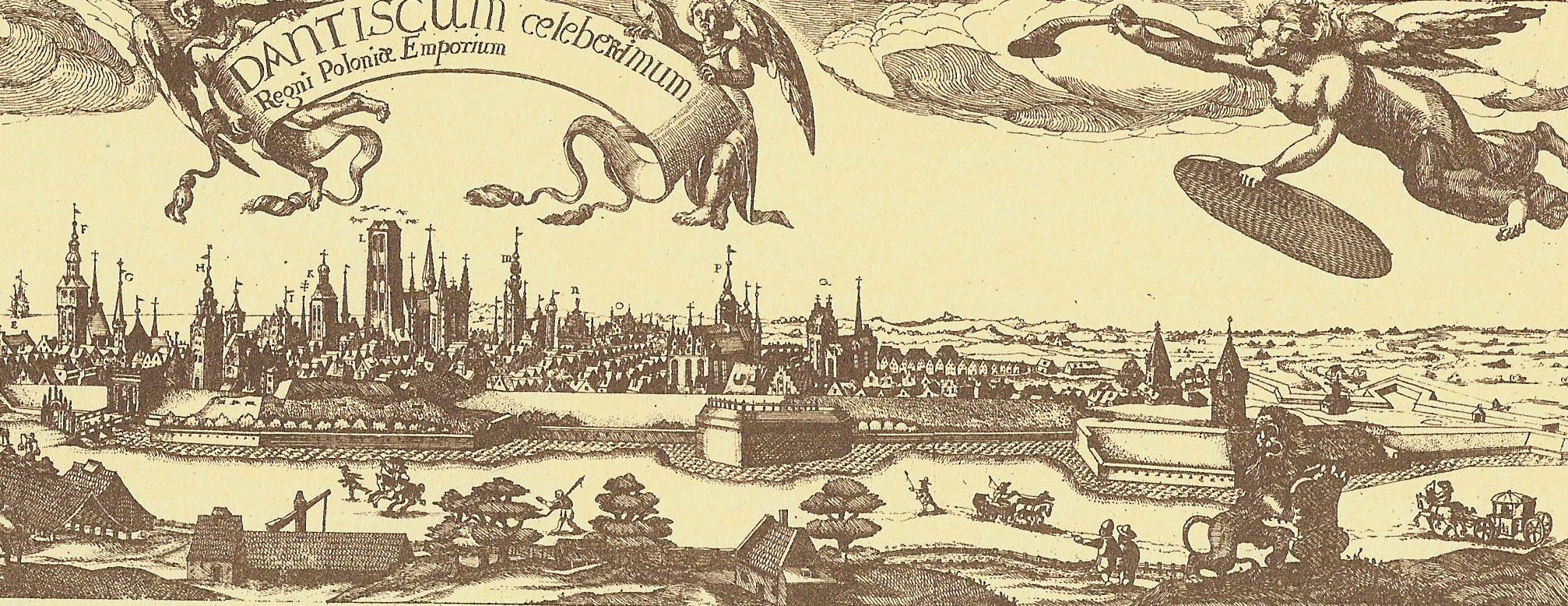
Rondel Przedmiejski (pierwszy z prawej z widoczną Basztą Nową) przed usypaniem Bastionu Wiebego